# Charles William Alcock
Charles William Alcock, född 2 december 1842 i Sunderland, död 26 februari 1907 i Brighton, var en engelsk fotbollsspelare och pionjär. Alcock var med och grundade Forest Football Club som senare kom att bli Wanderers FC. Alcock var också med och grundade FA 1863.
1870 blev Alcock sekreterare i FA och 1871 presenterade han FA-cupen, den första utslagningsturneringen i fotboll i världen dittills. Alcock spelade anmärkningsvärt nog i cupen för Wanderers FC och vann med dem också den första FA-cupfinalen någonsin. Han var lagkapten i det vinnande laget.
Alcock arrangerade tillsammans med skotskfödde Arthur Kinnaird, en vän från sina studier på Universitetet i Cambridge, den första landskampen i fotboll som spelades mellan Skottland och England. Den gick av stapeln den 30 november 1872 och Alcock, som var skadad, dömde matchen istället för att själv delta. Senare deltog han emellertid i en landskamp och gjorde ett mål. Han var det engelska landslagets lagkapten i den landskampen, mot Skottland 1875, där han också gjorde sitt enda landslagsmål. Han var den trettioförsta spelaren att representera Englands herrlandslag.
Efter sin spelarkarriär blev han fotbollsdomare.
En minnestavla för att ära Alcock för hans insatser för sporten fotboll sattes upp på hans födelseadress i Sunderland år 2012.